# Teatre l'Artesana de Montblanc
El Teatre l'Artesana de Montblanc és una obra del municipi de Montblanc (Conca de Barberà) protegida com a bé cultural d'interès local.

## Descripció
Edifici de planta rectangular amb façana a tres carrers. Es tracta d'un teatre a la italiana de petites dimensions, consta amb un cos d'accés-vestíbul, sala i escenari. La sala principal presenta una llotja perimetral. El cos de l'escenari està elevat i damunt d'un semisoterrani on hi ha els vestuaris. El nivell de la platea de la sala coincideix aproximadament amb la cota del carrer que dona a la façana principal.
L'interior ha estat restaurat respectant l'estructura i els elements decoratius.

## Història
Actualment l'edifici és la seu de l'associació de castellers Torraires de Montblanc. Ha estat un dels centres culturals més importants de Montblanc durant la segona meitat del segle xix i abans de la Guerra Civil.